# Hermann Wilhelm Vogel
Hermann Wilhelm Vogel (1834 Doberlug-Kirchhain - 1898 Berlin-Charlottenbourg) est un  photographe et chimiste prussien.
Il fut l'un des plus importants scientifiques allemands du XIXe siècle dans le domaine de la photographie, par ses recherches expérimentales, ses publications et son enseignement.

## Biographie
Vogel étudie à Francfort-sur-l'Oder et à l'Université Frédéric-Guillaume, il reçoit une formation en sciences chimiques, mécaniques et géologiques. Cette formation lui permet d'être nommé assistant scientifique au Musée minéralogique de Berlin en 1858.
Vogel enseigne ensuite à l'Université technique de Berlin où il crée le premier laboratoire photographique de l'école. C'est là, au début des années 1870, qu'il réalise sa plus importante recherche chimique, qui démontre comment les plaques photographiques peuvent être rendues sensibles à la couleur. Bien qu'il faille encore attendre de nombreuses années avant de pouvoir développer la photographie couleur, les expériences de Vogel ont joué un rôle essentiel dans la poursuite des recherches sur les spectres de couleur et l'optique, et dans l'avancement de la science de la photographie en général. Vogel a partagé certaines de ses recherches avec les communautés scientifiques et photographiques professionnelles dans plusieurs publications et ouvrages,,.
Vogel a participé à plusieurs expéditions destinées à l'observation des éclipses solaires dans différentes parties du monde, en Égypte, en Italie, et peut être en Asie, lors desquelles il a photographié l'architecture locale. Il a été président de la Société allemande des astronomes, fondée par lui et d'autres en 1872,.
Il est également connu pour avoir été le professeur de l'une des figures les plus marquantes de la photographie américaine, Alfred Stieglitz.

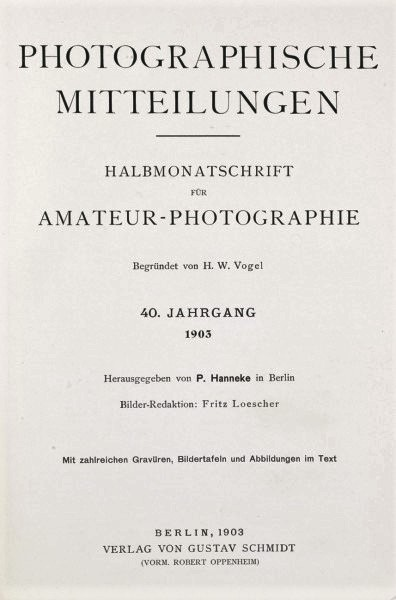
Couverture du numéro anniversaire, 1903, du périodique Photographische Mitteilungen créé par Vogel.
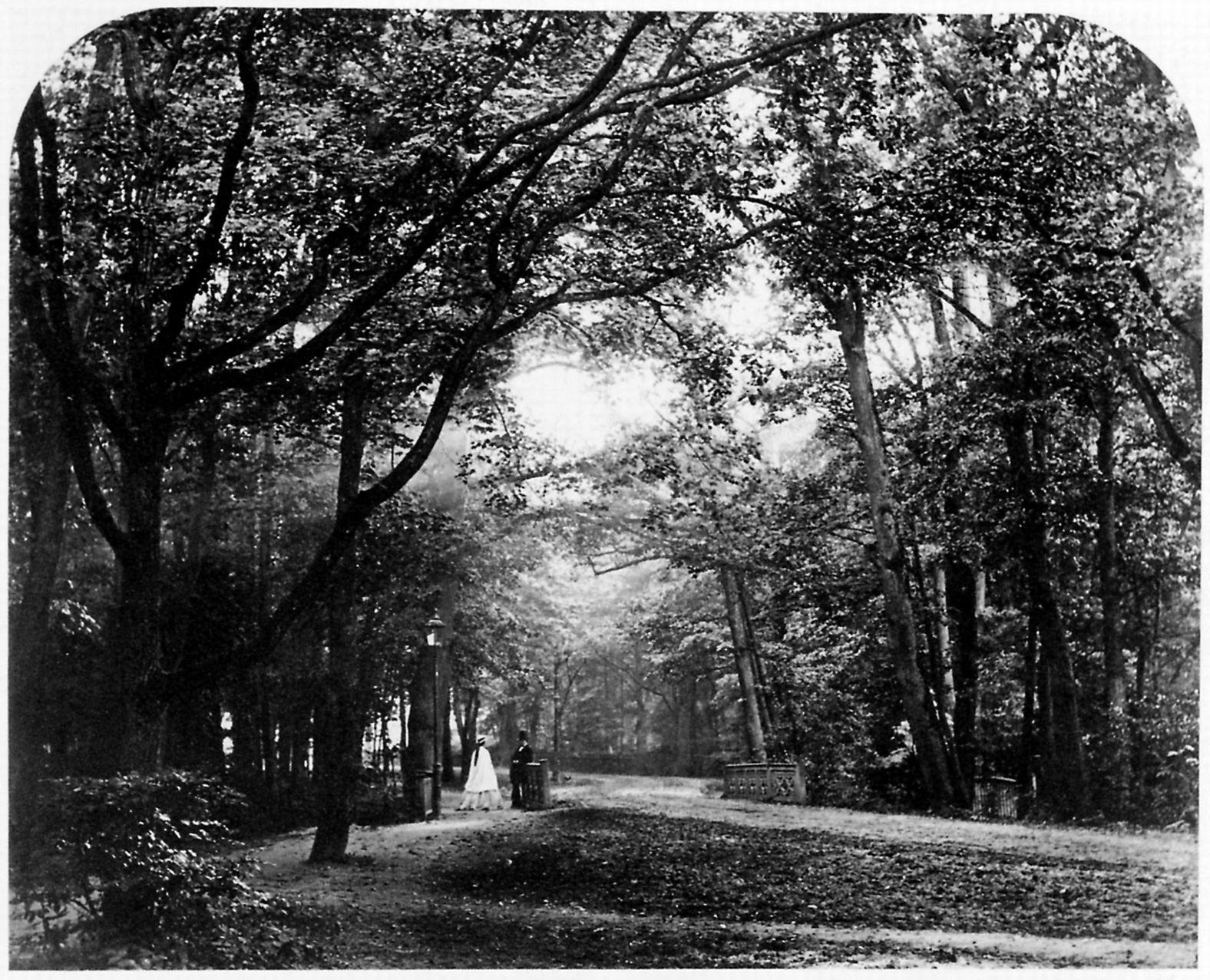
Photographie fin de journée au Tiergarten - 1866.
Portofolio photographies de nature en dégradés de noir et blanc prises par Vogel dans les jardins Thiergarten, Berlin, 1866.
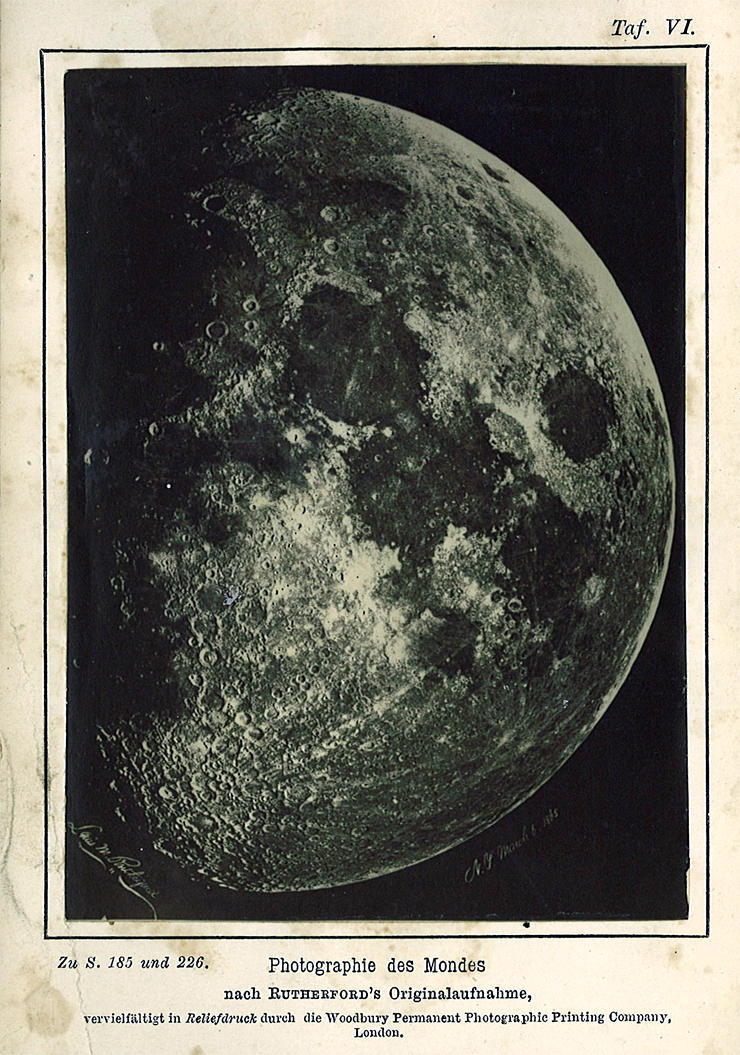
Image en frontispice de l'ouvrage : Les effets chimiques de la lumière et de la photographie et leur application dans l'art, la science et l'industrie par Hermann Wilhelm Vogel, 1873.

## Publications en français
- La photographie et la chimie de la lumière, Paris : G. Baillière et cie , 1878.
- La photographie des objets colorés avec leurs valeurs réelles. Manuel des procédés isochromatiques et orthochromatiques, traduction de l'allemand par Henry Gauthier-Villars, Paris, Gauthier-Villars, 1887, X-193 p.